# Дорожный просвет
Доро́жный просве́т (также кли́ренс, от англ. clearance) — расстояние между опорной поверхностью (дорогой) и самой нижней точкой центральной части автомобиля. По российским нормативным документам, центральная часть автомобиля — это часть, заключённая между двумя плоскостями, параллельными продольной плоскости симметрии автомобиля и равноотстоящими от внутренней поверхности колёс, проекция центральной части на опорную поверхность составляет 80 % расстояния между внутренними поверхностями колёс одной оси. В эту зону обычно не попадают брызговики и точки крепления амортизаторов. В военной терминологии — расстояние от грунта до наиболее низко расположенного элемента конструкции машины (грузовика, танка и т. д.), исключая колёса или гусеницы.

## Значение
Дорожный просвет влияет на проходимость.
Для повышения проходимости на плохих дорогах требуется большой дорожный просвет. На некоторых автомобилях его можно изменять во время движения. Высокий центр масс снижает устойчивость и управляемость, поэтому при быстрой езде на хороших дорогах просвет целесообразно уменьшать.

## Измерение клиренса
Дорожный просвет обычно указывается в миллиметрах. Измерить клиренс можно при помощи рулетки либо любой линейки. Делают замер:
1. От земли до нижней точки бампера.
2. От земли до поддона картера двигателя либо защитного кожуха.

Заниженный клиренс может привести к тому, что детали выхлопной системы автомобиля, которые находятся на днище, могут быть повреждены. В случае пробитого поддона есть риск потери масла, что приведёт к заклиниванию двигателя и последующему капитальному ремонту.
Иногда указывают два значения — просвет под передней осью и под задней, в случае переднеприводного автомобиля эти значения более или менее близки. 

## Примеры
Дорожный просвет некоторых легковых автомобилей (в порядке убывания):
- УАЗ-469 (с колёсными редукторами)[7] — 300 мм[8];
- Toyota Land Cruiser 200 и Toyota Land Cruiser Prado — от 225 мм до 270 мм (с пневмоподвеской);
- Audi Q7 — от 180 мм (в дорожном режиме) до 240 мм (при работе пневмоподвески);
- Mitsubishi Pajero и Mitsubishi Pajero Sport — 220 мм;
- ВАЗ-2121 — 220 мм;
- Ford Explorer — 211 мм;
- SsangYong Kyron — 210 мм до 2010, 232 мм после 2010;
- Renault Duster — 210 мм (у моделей с колесной формулой 4х4) и 205 мм (у моделей с колёсной формулой 4х2), нерегулируемый;
- Honda CR-V — 205 мм (у модели 1999 года выпуска) и 208 мм (у модели 2017 года выпуска);
- Suzuki Grand Vitara — 178—205 мм (в зависимости от модели и года выпуска);
- Renault Sandero Stepway — 195 мм (пустой);
- SsangYong Musso — 195-220 мм, в зависимости от поколения;

- Hyundai Tucson — 195 мм (у модели 2008 года выпуска);
- ВАЗ-2110 — 180 мм (пустой), 160 мм (с полной нагрузкой до низшей точки системы выпуска);
- Hyundai ix35 — 175 мм;
- Волга ГАЗ-24 — 174 мм (под передней осью — 190 мм)[8];
- Kia Spectra — 165 мм (пустой);
- Daewoo Nexia — 165 мм (пустой);
- Chevrolet Lanos — 160 мм (пустой)[9], 160 мм[10];
- Hyundai Solaris — 160 мм[11];
- Lada Kalina — 158 мм;
- Daewoo Matiz — 150 мм[12];
- Chevrolet Cruze — 150 мм;
- Honda Civic 6 EJ6 — 110 мм;
- Lamborghini Diablo — 100 мм.

   Среди других серийных транспортных средств наибольшим дорожным просветом обладают пропашные тракторы. У универсально-пропашных тракторов он составляет 500—700 мм, а у специальных (например, хлопководческих) — до 2000 мм. Столь большой дорожный просвет необходим пропашному трактору для возможности следования колёсами по междурядьям, чтобы не повреждать стебли и соцветия обрабатываемых растений. На пахотных и промышленных тракторах дорожный просвет существенно меньше, он определяется из условий проходимости и обычно составляет 300—400 мм.
Наименьшим дорожным просветом из серийных машин обладают вилочные погрузчики. Проходимость им не нужна, так как они работают на твёрдом полу или асфальтированных площадках, зато снижение высоты центра масс значительно улучшает устойчивость. Типовое значение просвета — всего 50-70 мм. Малый (для своих размеров колёс) дорожный просвет и у аэродромных тягачей. Типичное значение — около 100—150 мм. За счёт этого они могут иметь очень малую высоту и подъезжать под фюзеляж самолёта.